# カルロス・バレバ
カルロス・ノーム・クオマ・バレバ（Carlos Noom Quomah Baleba、2004年1月3日 - ）は、カメルーン・ドゥアラ出身のサッカー選手。ブライトン・アンド・ホーヴ・アルビオンFC所属。カメルーン代表。ポジションはMF。

## クラブ経歴
カメルーンでアマチュアサッカー選手としてプレーしていた父親の影響でサッカーを始め、2017年にEFブラッスリー・ドゥ・カメルーンへ入団した。2022年1月、フランスのLOSCリールへ引き抜かれ、2021-22シーズンはBチームに登録されることとなった。
2022-23シーズン開幕前、夏のプレシーズンでトップチームの監督を務めていたパウロ・フォンセカから高評価を受け、2022年8月7日、AJオセールとのシーズン開幕戦でリールでのトップチームデビューを果たした。
2023年8月29日、ブライトン・アンド・ホーヴ・アルビオンFCに5年契約で移籍した。その後、2024-25シーズンにブレイクを果たし、チームの中心格となし人気銘柄へとなった。

## 代表経歴
2024年6月8日、2026 FIFAワールドカップ予選のカーボベルデ代表戦でA代表初出場。